# Cassida

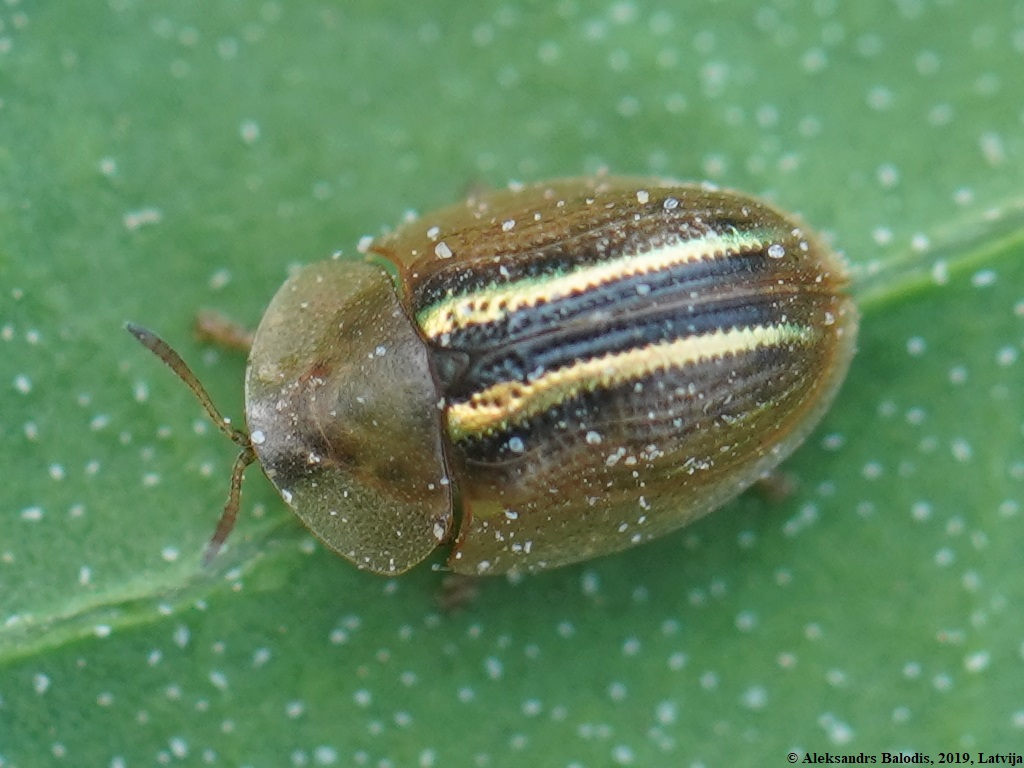
Tarczyk złotosmugi

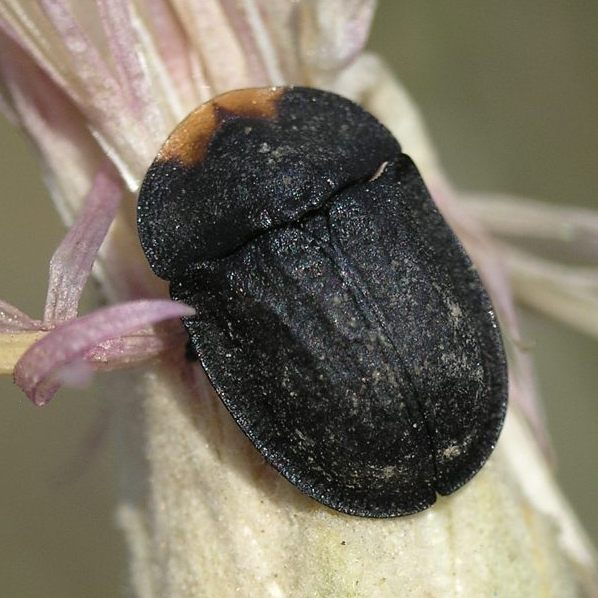
Cassida atrata

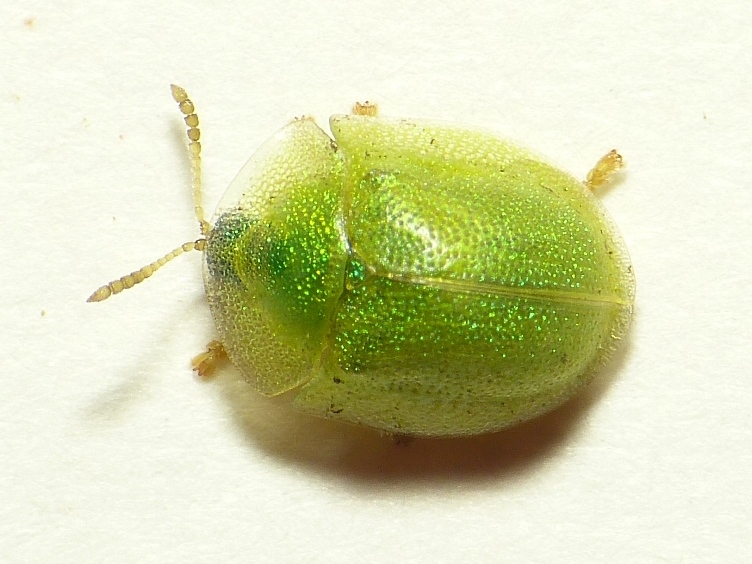
Cassida hemisphaerica

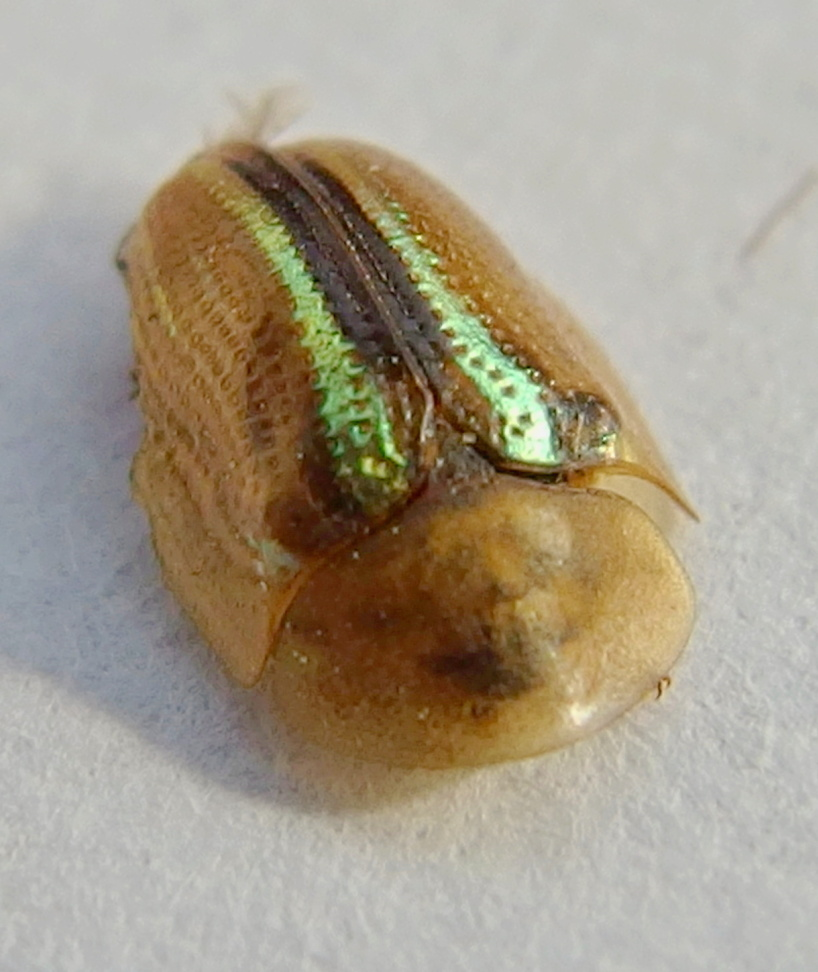
Tarczyk komosowy

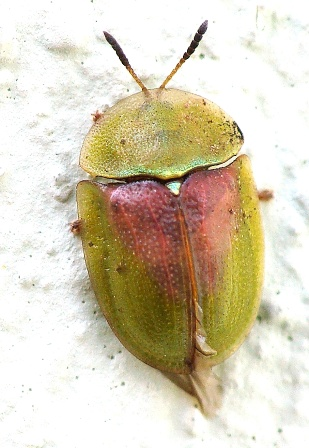
Cassida rufovirens

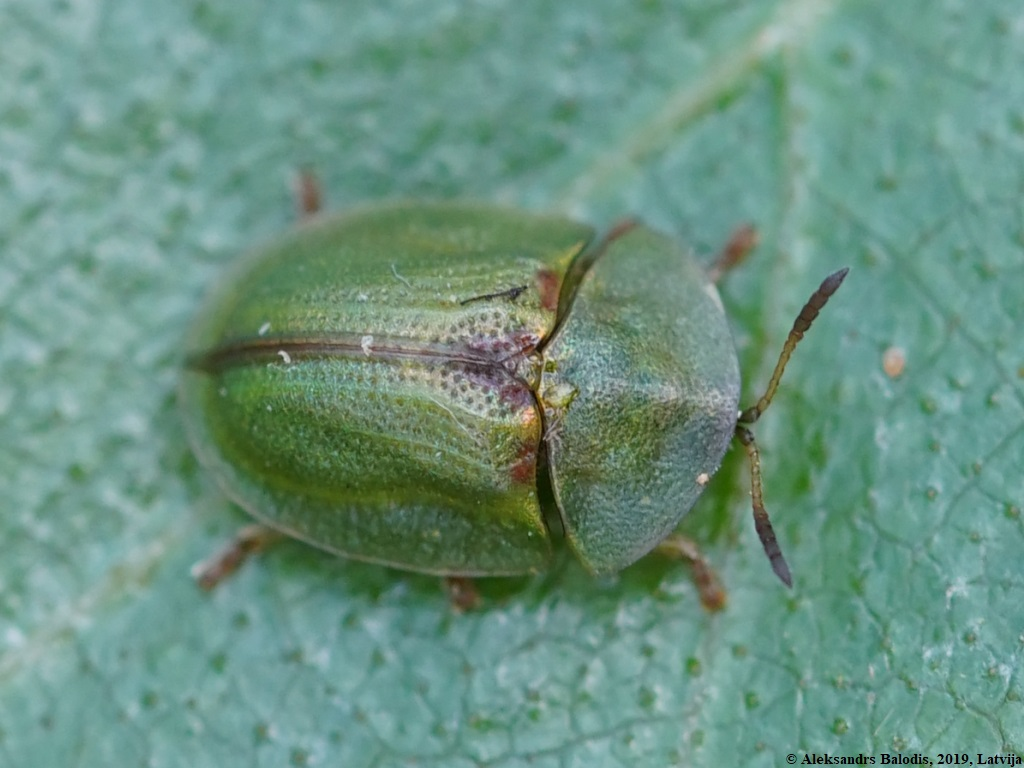
Tarczyk naznaczony

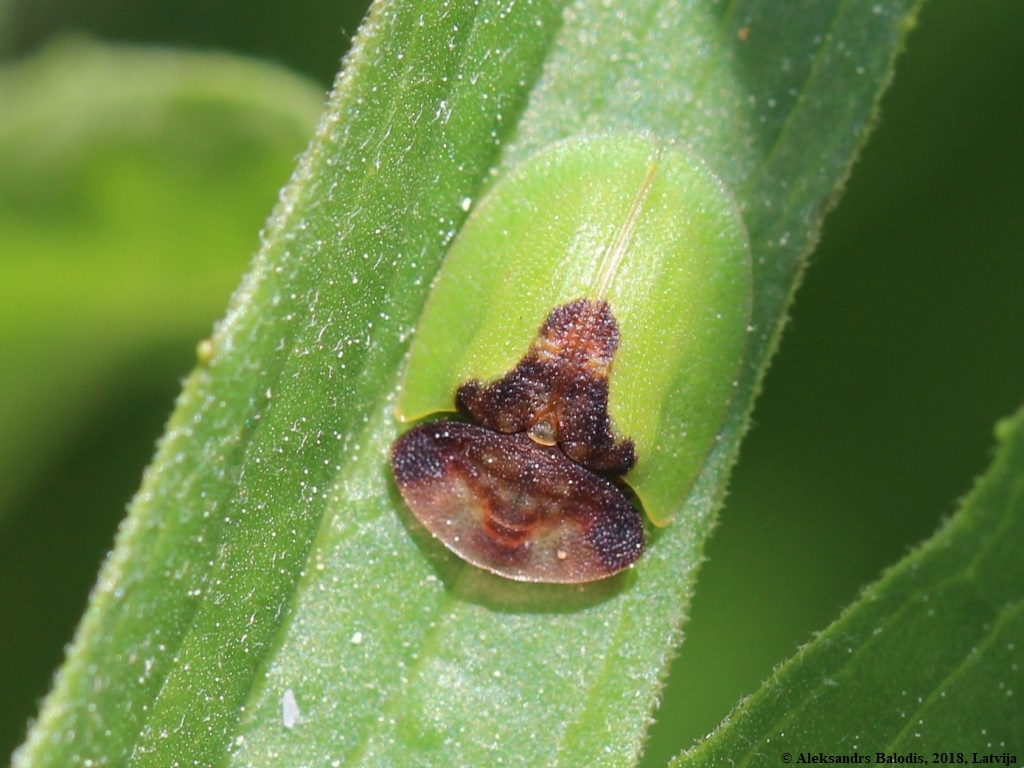
Cassida ferruginea

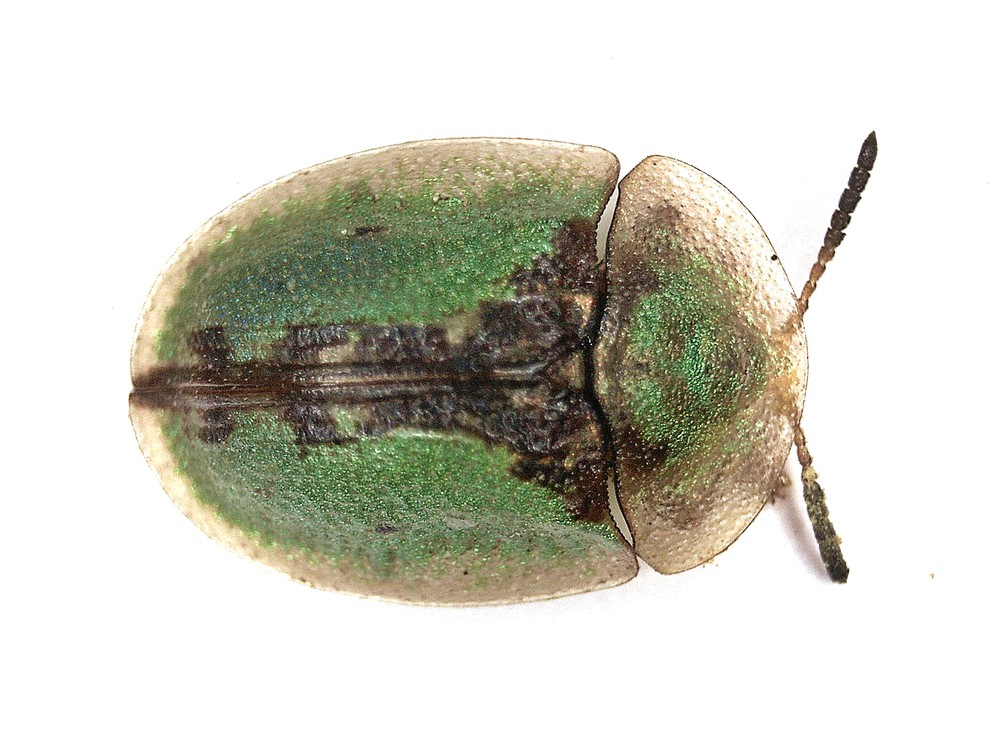
Tarczyk łopianowy

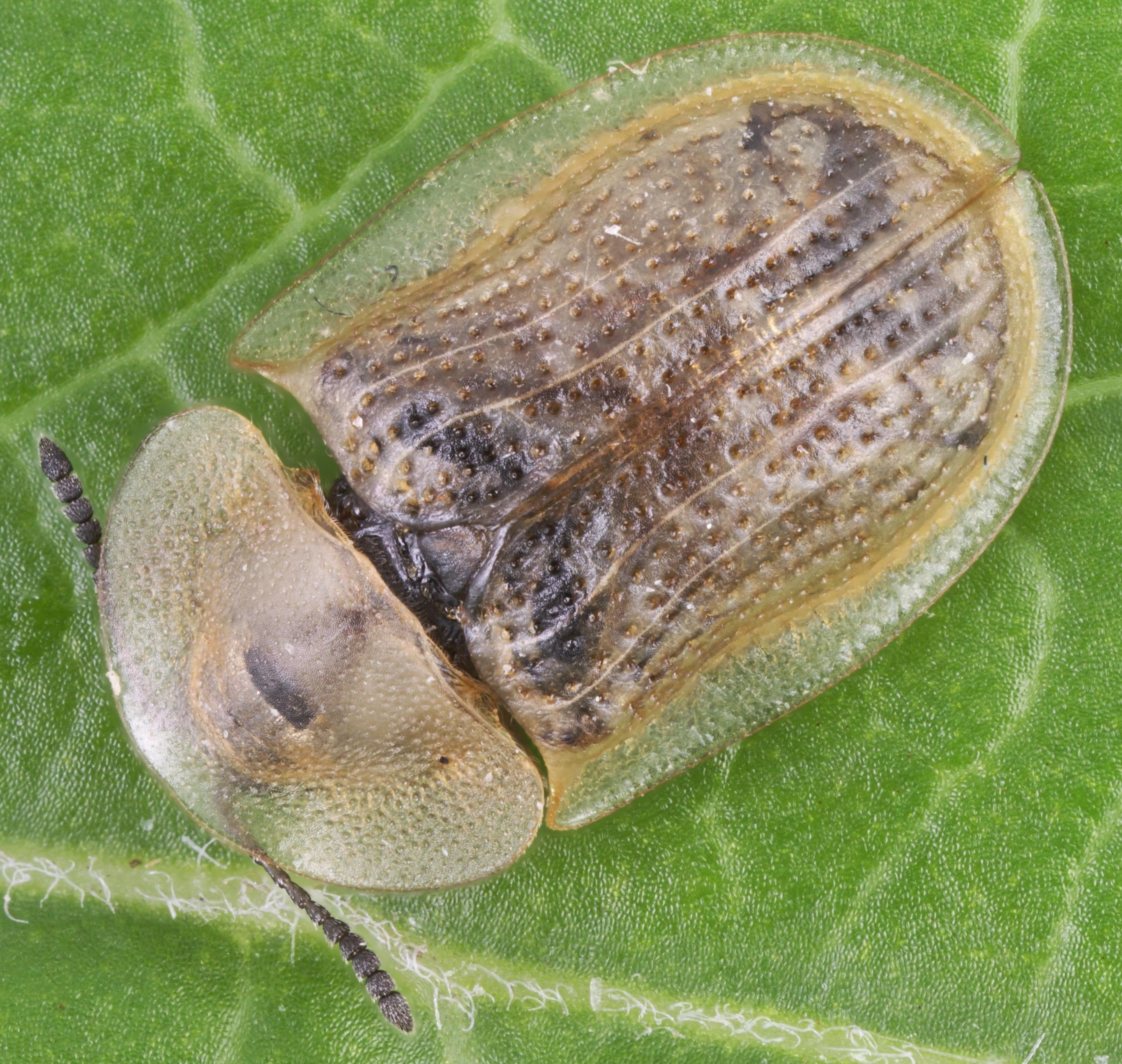
Tarczyk żółtawy

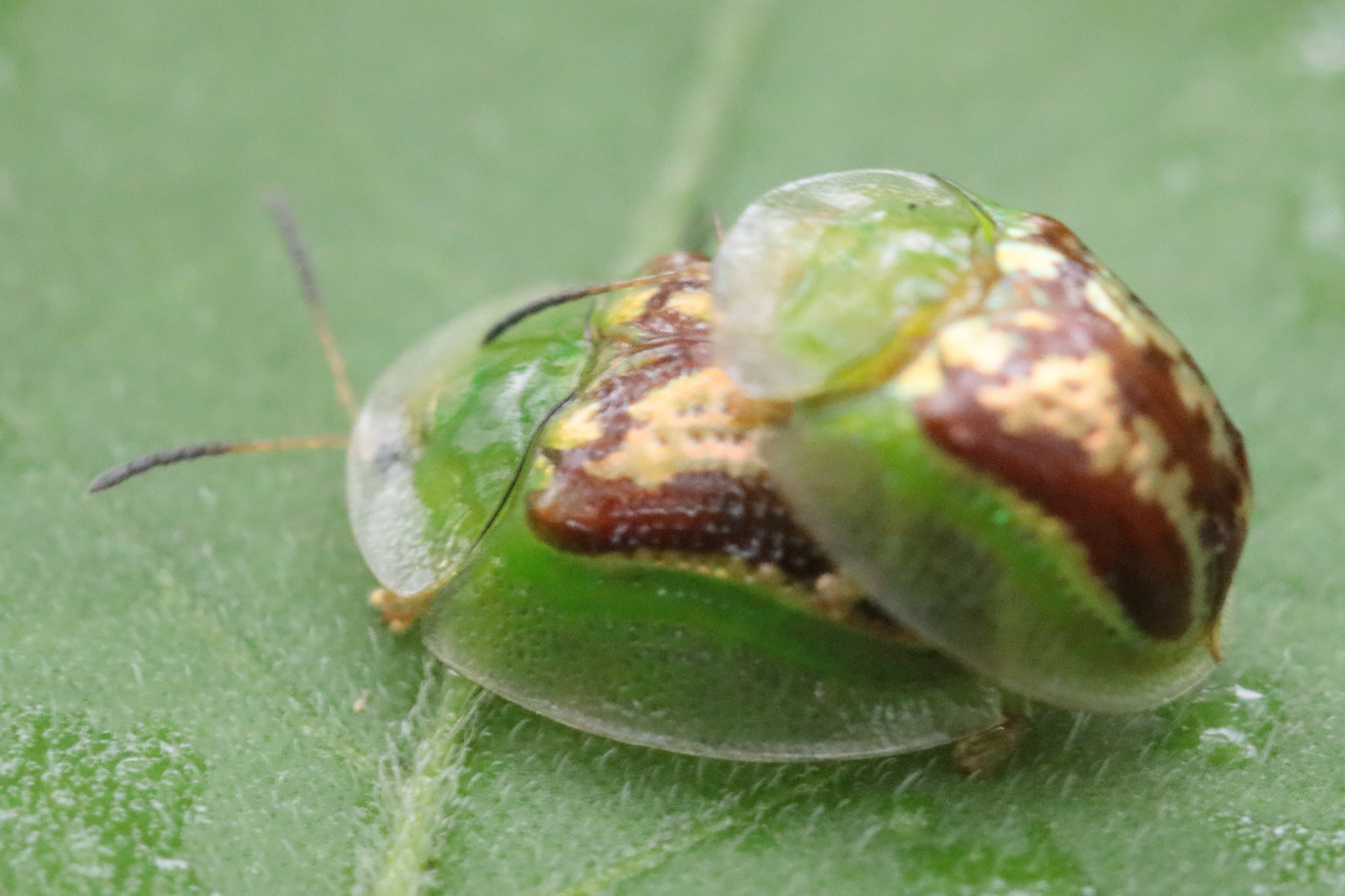
Cassida compuncta

Cassida – rodzaj chrząszczy z rodziny stonkowatych i podrodziny tarczykowatych.

## Morfologia
Chrząszcze osiągające od 3 do 11 mm długości ciała. Zarys jego w widoku grzbietowym bywa od niemal okrągłego do podługowato-owalnego, w widoku bocznym zaś od regularnie wysklepionego do lekko garbatego. Chrząszcze te mają mniej lub bardziej rozpłaszczone boczne brzegi przedplecza i pokryw. Głowa jest całkowicie schowana pod przedpleczem. Ma ona od 1,2 do 1,6 raza szerszy niż dłuższy, płaski nadustek oraz wykrojoną pośrodku krawędzi przedniej wargę górną. Przedplecze ma zarys szerszej niż dłuższej elipsy o zaokrąglonych bokach, rzadziej jego boki są prawie kanciaste. Największa szerokość przedplecza wypada w okolicy środka długości. Dysk jego jest dobrze odgraniczony od obrzeżeń, zwykle niepunktowany. Na spodzie przedplecza brak jest rynienki na czułki lub jest ona płytka i kończy się już na wysokości oczu. Przedpiersie ma bardzo krótką obrączkę apikalną pozbawioną wykrojeń po bokach oraz szeroki wyrostek międzybiodrowy z rozszerzonym, rombowatym szczytem. Pokrywy mają krawędź przednią szerszą od przedplecza, o wystających ku przodowi kątach barkowych. Rzędy punktów są zwykle regularne, rzadziej nieco zaburzone. Obrzeżenia pokryw są opadające w częściach przednich i prawie poziome w tylnych. Odnóża mają golenie smukłe i pozbawione podłużnych rowków, a stopy szerokie i zwieńczone niezmodyfikowanymi pazurkami; człon pazurkonośny może jednak mieć wystające odsiebnie brzegi, wywołując wrażenie, jakby pazurki miały przydatki.

## Ekologia i występowanie
Zarówno osobniki dorosłe jak i larwy tego tarczyka są fitofagami żerującymi od zewnątrz na liściach roślin (egzofoliofagi). Larwy na bokach tułowia i odwłoka mają rzędy wiotkich kolców, zaś na szczycie odwłoka widlasty, skierowany ku przodowi wyrostek. Ten ostatni służy do odkładania zrzuconych wylinek i odchodów w formie ochronnego parasola ponad ciałem larwy, zwanego scatopleta.
Przedstawiciele rodzaju występują we wszystkich krainach zoogeograficznych z wyjątkiem neotropikalnej.

## Taksonomia
Rodzaj ten wprowadzony został w 1758 roku przez Karola Linneusza. W 1914 roku Franz Sapeth wyznaczył jego gatunek typowy. Zalicza się do niego 448 opisanych gatunków:

- Cassida abamita Spaeth, 1916
- Cassida achardi Spaeth, 1926
- Cassida acutangula Borowiec, 1999
- Cassida aethiopica Boheman, 1854
- Cassida agilis Spaeth, 1915
- Cassida albertisi (Spaeth, 1903)
- Cassida algirica Lucas, 1849
- Cassida alidagiense Özdikmen, Sahin, & Bal, 2020
- Cassida alpina Bremi-Wolf, 1855
- Cassida alticola Chen, 1984
- Cassida altiuscula Spaeth, 1916
- Cassida amaranthica Medvedev and Eroshkina, 1988
- Cassida ambrica Borowiec, 1999
- Cassida amorifica Boheman, 1862
- Cassida amurensis (Kraatz, 1879)
- Cassida ancorifera Boheman, 1856
- Cassida andapaensis Borowiec, 1988
- Cassida andreinii Spaeth, 1933
- Cassida andrewesi Weise, 1897
- Cassida angulicollis Borowiec et Świętojańska, 2013
- Cassida angusta Marseul, 1876
- Cassida angustifrons Weise, 1891
- Cassida anosyennesensis Borowiec et Świętojańska, 2013
- Cassida antoni Borowiec and Swietojanska, 1997
- Cassida appluda Spaeth, 1926
- Cassida astrolabiana (Spaeth, 1903)
- Cassida atrata Fabricius, 1787
- Cassida atripes Le Conte, 1859
- Cassida atroannulus Borowiec et Świętojańska, 2013
- Cassida atrofemorata Borowiec et Sassi, 2002
- Cassida atromarginata Borowiec et Świętojańska, 2013
- Cassida atropunctata Borowiec et Świętojańska, 2013
- Cassida atrorubra Borowiec, 1999
- Cassida atrosignata Sekerka and Borowiec, 2008
- Cassida aureola (Spaeth, 1915)
- Cassida auropustulata (Fairmaire, 1899)
- Cassida aurora Weise, 1907
- Cassida australica (Boheman, 1855)
- Cassida avia (Weise, 1897)
- Cassida azurea Fabricius, 1801
- Cassida bakeri Spaeth, 1925
- Cassida basicollis (Chen and Zia, 1964)
- Cassida basilana Spaeth, 1925
- Cassida bella Falderman, 1837
- Cassida belli Weise, 1897
- Cassida belliformis Maulik, 1919
- Cassida benguelica Spaeth, 1933
- Cassida beniowskii Borowiec, 1988
- Cassida beondrokana Borowiec et Świętojańska, 2013
- Cassida bergeali Bordy, 1995
- Cassida berolinensis Suffrian, 1844
- Cassida bezdeki Borowiec, 2002
- Cassida bicallosa Spaeth, 1915
- Cassida biguttata (Spaeth, 1903)
- Cassida blanda Spaeth, 1933
- Cassida brevis Weise, 1884
- Cassida brooksi Borowiec, 1992
- Cassida bulirschi Borowiec et Świętojańska, 2013
- Cassida butterwecki Borowiec, 2007
- Cassida callosicollis Spaeth, 1926
- Cassida calvaria (Weise, 1900)
- Cassida camerunensis (Spaeth, 1903)
- Cassida canaliculata Laicharting, 1781
- Cassida capensis Borowiec, 2005
- Cassida catenata (Boheman, 1855)
- Cassida ceylonica (Boheman, 1855)
- Cassida chapuisi Spaeth, 1912
- Cassida cherenica Spaeth, 1917
- Cassida cherrapunjiensis Maulik, 1919
- Cassida chiangmaiensis Borowiec, 2001
- Cassida chrysanthemoides Borowiec and Swietojanska, 2001
- Cassida circassica Medvedev, 1962
- Cassida circumdata Herbst, 1799
- Cassida circumflexa Spaeth, 1926
- Cassida circumsepta Spaeth, 1915
- Cassida coagulata Boheman, 1854
- Cassida coelebs Borowiec, 1999
- Cassida cognobilis Spaeth, 1926
- Cassida collucens Spaeth, 1915
- Cassida compuncta (Boheman, 1855)
- Cassida concallescens Spaeth, 1915
- Cassida concha Solsky, 1872
- Cassida conchyliata (Spaeth, 1914)
- Cassida consobrina Spaeth, 1915
- Cassida conspurcata Boheman, 1854
- Cassida contracta (Spaeth, 1915)
- Cassida corallina Boheman, 1862
- Cassida corbetti (Weise, 1897)
- Cassida cordula Boheman, 1854
- Cassida corollata Spaeth, 1940
- Cassida corruptrix Spaeth, 1914
- Cassida cristobalensis (Spaeth, 1936)
- Cassida crucifera (Kraatz, 1879)
- Cassida crucipennis Borowiec, 2003
- Cassida culminis (Chen and Zia, 1964)
- Cassida currax Spaeth, 1915
- Cassida deflorata Suffrian, 1844
- Cassida dehradunensis Borowiec and Takizawa, 1991
- Cassida delenifica Boheman, 1862
- Cassida delesserti Boheman, 1854
- Cassida deltoides Weise, 1889
- Cassida dembickyi Borowiec, 2001
- Cassida denticollis Suffrian, 1844
- Cassida denticulata Boheman, 1856
- Cassida depicta Boheman, 1862
- Cassida derasa Spaeth, 1940
- Cassida desultrix (Spaeth, 1940)
- Cassida devalaensis Borowiec and Takizawa, 1991
- Cassida devylderi Spaeth, 1928
- Cassida diomma Boisduval, 1835
- Cassida diops (Chen and Zia, 1964)
- Cassida discalis Gressitt, 1938
- Cassida distinguenda Spaeth, 1928
- Cassida diversepunctata Borowiec & Swietojanska, 2001
- Cassida dohertyi Spaeth, 1926
- Cassida dolens Borowiec, 1999
- Cassida dorsalis (Boheman, 1855)
- Cassida dorsonotata Boheman, 1854
- Cassida dorsovittata Boheman, 1854
- Cassida drakensbergensis Borowiec, 2005
- Cassida dulcis (Boheman, 1862)
- Cassida ellipticollis Spaeth, 1914
- Cassida elongata Weise, 1893
- Cassida eluta Boheman, 1862
- Cassida enervis Boheman, 1862
- Cassida eoa (Spaeth, 1928)
- Cassida excaecata Spaeth, 1933
- Cassida exilis Boheman, 1854
- Cassida eximia Borowiec and Ghate, 2004
- Cassida expansa Gressitt, 1952
- Cassida expressa (Spaeth, 1914)
- Cassida fausti Spaeth and Reitter, 1926
- Cassida feae Spaeth, 1904
- Cassida ferranti Spaeth, 1915
- Cassida ferruginea Goeze, 1777
- Cassida flaveola Thunberg, 1794 – tarczyk żółtawy
- Cassida flavoguttata Spaeth, 1914
- Cassida flavooculata Borowiec et Świętojańska, 2013
- Cassida flavoscutata Spaeth, 1914
- Cassida flavosignata Spaeth, 1932
- Cassida foveolatipennis Borowiec and Swietojanska, 2001
- Cassida franklinmuelleri Spaeth, 1925
- Cassida frontalis Boheman, 1856
- Cassida fukhanica Medvedev and Eroshkina, 1988
- Cassida fumida Spaeth, 1914
- Cassida fuscomacula Borowiec, 1988
- Cassida fuscorufa Motschulsky, 1866
- Cassida fuscosignata Boheman, 1854
- Cassida fuscosparsa Boheman, 1854
- Cassida gansuica Chen and Zia, 1964
- Cassida gentilis Spaeth, 1926
- Cassida ghesquieri Spaeth, 1943
- Cassida gilva Weise, 1901
- Cassida ginpinica (Chen and Zia, 1961)
- Cassida glabella Boheman, 1854
- Cassida glebicolor Spaeth, 1926
- Cassida goudoti (Boheman, 1855)
- Cassida granula Boheman, 1856
- Cassida granulicollis Spaeth, 1905
- Cassida guttipennis Boheman, 1862
- Cassida hablitziae Motschulsky, 1838
- Cassida hainanensis Yu, 2002
- Cassida hemisphaerica Herbst, 1799
- Cassida hexastigma Suffrian, 1844
- Cassida hova (Weise, 1910)
- Cassida hovacassiformis Borowiec, 1999
- Cassida humeralis Kraatz, 1874
- Cassida humerosa Spaeth, 1902
- Cassida hyalina Weise, 1891
- Cassida icterica Boheman, 1854
- Cassida ictericiformis Borowiec, 2009
- Cassida imbecilla (Boheman, 1862)
- Cassida imitatrix Spaeth, 1916
- Cassida immaculicollis (Chen and Zia, 1961)
- Cassida imparata Gressitt and Kimoto, 1963
- Cassida impompalis Spaeth, 1924
- Cassida impressipennis Borowiec et Świętojańska, 2013
- Cassida inaequalis Thomson, 1858
- Cassida incallida Spaeth, 1938
- Cassida inciens Spaeth, 1926
- Cassida inconstans (Fairmaire, 1899)
- Cassida indochinensis (Spaeth, 1919)
- Cassida inflaccens Spaeth, 1940
- Cassida inflata Gressitt, 1952
- Cassida informis Boheman, 1862
- Cassida innotata Boheman, 1854
- Cassida inopinata Sassi and Borowiec, 2006
- Cassida inquinata Brullé, 1832
- Cassida insulana Gressitt, 1952
- Cassida irregularis Boheman, 1854
- Cassida irrorata Weise, 1898
- Cassida isarogensis Borowiec, 2009
- Cassida jacobsoni Spaeth, 1914
- Cassida japana Baly, 1874
- Cassida javanica (Boheman, 1855)
- Cassida johnsoni Borowiec, 1988
- Cassida juglans Gressitt, 1942
- Cassida justa Spaeth, 1914
- Cassida kinabaluensis Borowiec, 1999
- Cassida koreana Borowiec and Cho, 2011
- Cassida kunminica (Chen and Zia, 1964)
- Cassida labiatophaga Medvedev and Eroshkina, 1988
- Cassida laccopteroides Borowiec et Świętojańska, 2013
- Cassida lacrymosa Boheman, 1854
- Cassida laetabilis Spaeth, 1915
- Cassida laetifica Weise, 1910
- Cassida langeri Borowiec, 2009
- Cassida laotica Borowiec, 2002
- Cassida latecincta Fairmaire, 1904
- Cassida lateritia Fairmaire, 1904
- Cassida leucanthemi Bordy, 1995
- Cassida liliputana Borowiec et Świętojańska, 2013
- Cassida limpopoana Borowiec and Swietojanska, 2001
- Cassida lineola Creutzer, 1799
- Cassida linnavuorii Borowiec, 1986
- Cassida litigiosa Boheman, 1854
- Cassida lombocensis (Spaeth, 1919)
- Cassida lueboensis Spaeth, 1932
- Cassida lukasi Borowiec et Świętojańska, 2013
- Cassida luxuriosa Spaeth, 1940
- Cassida luzonica Spaeth, 1933
- Cassida lycii Borowiec and Swietojanska, 2001
- Cassida lyrica Fairmaire, 1904
- Cassida madagascarica Borowiec, 1999
- Cassida magilensis Spaeth, 1926
- Cassida major Kraatz, 1874
- Cassida malaysiana Borowiec, 2010
- Cassida mandli Spaeth, 1921
- Cassida manipuria Maulik, 1923
- Cassida margaritacea Schaller, 1783
- Cassida mariaeadelheidae Spaeth, 1915
- Cassida mashonensis Spaeth, 1928
- Cassida medvedevi Lopatin, 1965
- Cassida melanophthalma Boheman, 1854
- Cassida mera Germar, 1848
- Cassida mindanaoensis Spaeth, 1933
- Cassida mishmiensis Sekerka and Borowiec, 2008
- Cassida mongolica Boheman, 1854
- Cassida montana Borowiec, 1999
- Cassida monticola Borowiec, 1988
- Cassida moori Boheman, 1856
- Cassida morondaviana Borowiec, 2007
- Cassida mroczkowskii Borowiec and Swietojanska, 1997
- Cassida murraea Linnaeus, 1767 – tarczyk omanowy
- Cassida mysorensis Borowiec and Swietojanska, 1996
- Cassida namibiensis Borowiec, 2005
- Cassida natalensis Spaeth, 1932
- Cassida navicella Boheman, 1862
- Cassida nebulosa Linnaeus, 1758 – tarczyk mgławy
- Cassida nepalica Medvedev, 1997
- Cassida nigriventris Boheman, 1854
- Cassida nigrocastanea (Chen and Zia, 1964)
- Cassida nigrodentata Medvedev and Eroshkina, 1988
- Cassida nigroflavens Borowiec, 1988
- Cassida nigrogibbosa Spaeth, 1901
- Cassida nigrohumeralis Borowiec and Ghate, 2004
- Cassida nigroramosa (Chen and Zia, 1964)
- Cassida nigroscutata Fairmaire, 1904
- Cassida nilgirica Spaeth, 1914
- Cassida nobilis Linnaeus, 1758 – tarczyk złotosmugi
- Cassida nosybeensis Borowiec et Świętojańska, 2013
- Cassida nucula Spaeth, 1914
- Cassida nuwara Maulik, 1919
- Cassida nysea Spaeth, 1926
- Cassida obenbergeri (Spaeth, 1928)
- Cassida oberlaenderi Spaeth, 1916
- Cassida obtusata Boheman, 1854
- Cassida occursans Spaeth, 1914
- Cassida olympica Sekerka, 2005
- Cassida ovalis Spaeth, 1914
- Cassida pacholatkoi Sekerka and Borowiec, 2008
- Cassida pagana (Boheman, 1855)
- Cassida paiensis Borowiec, 2001
- Cassida palaestina Reiche, 1858
- Cassida paliji Matis, 1970
- Cassida pallidicollis Boheman, 1856
- Cassida pannonica Suffrian, 1844
- Cassida panzeri Weise, 1907
- Cassida papuana (Spaeth, 1903)
- Cassida parvula Boheman, 1854
- Cassida patruelis Spaeth, 1935
- Cassida pauliani Borowiec, 1999
- Cassida pauxilla Boheman, 1854
- Cassida paveli Borowiec et Świętojańska, 2013
- Cassida pellegrini Marseul, 1868
- Cassida penelope Boheman, 1862
- Cassida pernix Spaeth, 1917
- Cassida perplexa (Chen and Zia, 1961)
- Cassida persica Spaeth, 1926
- Cassida persicana Borowiec, 1999
- Cassida pfefferi Sekerka, 2006
- Cassida physodes (Boheman, 1855)
- Cassida piperata Hope, 1842
- Cassida plausibilis (Boheman, 1862)
- Cassida plicatula Fairmaire, 1904
- Cassida polymeriae Borowiec and Burwell, 2011
- Cassida postarcuata (Chen and Zia, 1964)
- Cassida praensis Borowiec, 2001
- Cassida praetimida Spaeth, 1912
- Cassida prasina Illiger, 1798
- Cassida pretiosa Borowiec, 1988
- Cassida probata Spaeth, 1914
- Cassida procurva Spaeth, 1924
- Cassida propitia Boheman, 1862
- Cassida prospera Spaeth, 1915
- Cassida pseudolateritia Borowiec et Świętojańska, 2013
- Cassida pseudostrumosa Borowiec et Świętojańska, 2013
- Cassida pseudosyrtica Medvedev and Eroshkina, 1988
- Cassida pseudovicinalis Borowiec et Świętojańska, 2013
- Cassida pubescens Spaeth, 1905
- Cassida pubipennis Borowiec, 1999
- Cassida pudens Boheman, 1854
- Cassida pulpa Spaeth, 1915
- Cassida pulvinata Boheman, 1854
- Cassida purpuricollis (Spaeth, 1914)
- Cassida pusilla Waltl, 1839
- Cassida pusio Spaeth, 1915
- Cassida pyrenaea Weise, 1893
- Cassida quadricolorata Borowiec, 1999
- Cassida quadriramosa Gressitt, 1952
- Cassida quatuordecimsignata Spaeth, 1899
- Cassida queenslandica Borowiec, 2006
- Cassida quinaria (Chen and Zia, 1964)
- Cassida quinquemaculata Boheman, 1854
- Cassida rati Maulik, 1923
- Cassida ratina (Chen and Zia, 1964)
- Cassida recondita (Boheman, 1862)
- Cassida reitteri Weise, 1892
- Cassida relicta Spaeth, 1927
- Cassida reticulicosta (Chen and Zia, 1964)
- Cassida reticulipennis Borowiec and Swietojanska, 2001
- Cassida rhodesiaca Spaeth, 1928
- Cassida ribbei (Spaeth, 1919)
- Cassida rimosa (Boheman, 1854)
- Cassida rogezensis Borowiec et Świętojańska, 2013
- Cassida rothschildi Spaeth, 1922
- Cassida rubiginosa Müller, 1776 – tarczyk ostowy
- Cassida rubripennis Borowiec, 2002
- Cassida rubromaculata Spaeth, 1918
- Cassida rubroornata (Boheman, 1855)
- Cassida rudicollis (Spaeth, 1915)
- Cassida rufomicans Fairmaire, 1904
- Cassida rufovirens Suffrian, 1844
- Cassida rugipennis (Boheman, 1855)
- Cassida ruralis (Boheman, 1862)
- Cassida sabahensis Swietojanska and Borowiec, 2002
- Cassida saginata Spaeth, 1914
- Cassida salomonina (Spaeth, 1936)
- Cassida samangana (Spaeth, 1919)
- Cassida sanguineoguttata Spaeth, 1915
- Cassida sanguinicollis (Spaeth, 1926)
- Cassida sanguinolenta O.F. Müller, 1776
- Cassida sanguinosa Suffrian, 1844
- Cassida sappho (Boheman, 1862)
- Cassida sareptana Kraatz, 1873
- Cassida saucia Weise, 1889
- Cassida sauteri (Spaeth, 1913)
- Cassida schawalleri Medvedev, 1990
- Cassida schenklingi (Spaeth, 1915)
- Cassida schoutedeni Spaeth, 1932
- Cassida sculpturipennis Borowiec et Świętojańska, 2013
- Cassida scymnoides Borowiec, 1999
- Cassida sekerkai
- Cassida seladonia Gyllenhal, 1827
- Cassida semipunctata Chen and Zia, 1964
- Cassida senicula (Spaeth, 1915)
- Cassida seniculoides Borowiec, 1999
- Cassida septemdecimpunctata (Boheman, 1855)
- Cassida seraphina Ménétries, 1836
- Cassida sexguttata Boisduval, 1835
- Cassida sigillata (Gorham, 1885)
- Cassida signifera Weise, 1905
- Cassida silvicola Borowiec, 1998
- Cassida simanica (Chen and Zia, 1961)
- Cassida smaragdocruciata Medvedev and Eroshkina, 1982
- Cassida socialis Spaeth, 1926
- Cassida sodalis (Chen and Zia, 1964)
- Cassida solida Spaeth, 1940
- Cassida somalica Spaeth, 1941
- Cassida spaethi Weise, 1900
- Cassida spaethiana Gressitt, 1952
- Cassida spartea Shaw, 1961
- Cassida spatiosa Spaeth, 1928
- Cassida spatiosiformis Borowiec & Swietojanska, 2001
- Cassida sphaerula Boheman, 1854
- Cassida spissa Weise, 1897
- Cassida stevensi Sekerka, 2011
- Cassida stigmatica Suffrian, 1844 – tarczyk naznaczony
- Cassida strejceki Sekerka, 2006
- Cassida strigaticollis Borowiec, 1988
- Cassida strumosa (Spaeth, 1915)
- Cassida stupa Maulik, 1919
- Cassida suaveola (Spaeth, 1915)
- Cassida subacuticollis Borowiec, 1999
- Cassida sublesta (Weise, 1904)
- Cassida subprobata (Chen and Zia, 1964)
- Cassida subreticulata Suffrian, 1844
- Cassida subtilis Weise, 1897
- Cassida successiva Spaeth, 1924
- Cassida sulphurago Boheman, 1854
- Cassida sulphurea Boheman, 1854
- Cassida sussamyrica Spaeth, 1926
- Cassida taediosa Boheman, 1856
- Cassida tarda Weise, 1899
- Cassida tenasserimensis Spaeth, 1926
- Cassida tenax Spaeth, 1915
- Cassida tenuicula Boheman, 1856
- Cassida thailandica Borowiec, 2001
- Cassida thomsoni Boheman, 1862
- Cassida tianshanica Borowiec and Swietojanska, 2001
- Cassida timefacta Boheman, 1856
- Cassida timorensis Borowiec, 1995
- Cassida tosta Klug, 1835
- Cassida transcaspica (Spaeth, 1926)
- Cassida transcaucasica Borowiec and Swietojanska, 2001
- Cassida trepidula Spaeth, 1932
- Cassida triangulum (Weise, 1897)
- Cassida troglodytes Boheman, 1854
- Cassida trossula Spaeth, 1915
- Cassida truncatipennis (Spaeth, 1914)
- Cassida tryznai Borowiec et Świętojańska, 2013
- Cassida tsaratanana Borowiec, 1988
- Cassida tsinlinica Chen and Zia, 1964
- Cassida tuberculata Medvedev and Eroshkina, 1988
- Cassida tumidicollis (Chen and Zia, 1961)
- Cassida turcmenica Weise, 1892
- Cassida ultima Borowiec et Świętojańska, 2013
- Cassida umbonata Borowiec, 1999
- Cassida undecimnotata Gebler, 1841
- Cassida unica Swietojanska and Borowiec, 2002
- Cassida unicatenata (Weise, 1910)
- Cassida unimaculata Boheman, 1854
- Cassida uniorbis (Chen and Zia, 1961)
- Cassida vafra Boheman, 1862
- Cassida variabilis (Chen and Zia, 1961)
- Cassida varians Herbst, 1799
- Cassida varicornis (Spaeth, 1912)
- Cassida velaris Weise, 1896
- Cassida verrucata (Boheman, 1855)
- Cassida versicolor (Boheman, 1855)
- Cassida veselyi Günther, 1958
- Cassida vesicularis Thunberg, 1787
- Cassida vespertilio Boheman, 1862
- Cassida vespertina Boheman, 1862
- Cassida vibex Linnaeus, 1767 – tarczyk łopianowy
- Cassida vicinalis (Spaeth, 1915)
- Cassida vietnamica Medvedev and Eroshkina, 1988
- Cassida virguncula Weise, 1889
- Cassida viridiguttata (Chen and Zia, 1964)
- Cassida viridinotata (Boheman, 1855)
- Cassida viridipennis Boheman, 1854
- Cassida viridis Linnaeus, 1758 – tarczyk zielony
- Cassida vitalisi (Spaeth, 1928)
- Cassida vittata Villiers, 1789 – tarczyk komosowy
- Cassida weinmanni Chapuis, 1880
- Cassida weisei (Jacobson, 1894)